# II Liceum Ogólnokształcące im. Hetmana Jana Zamoyskiego w Lublinie

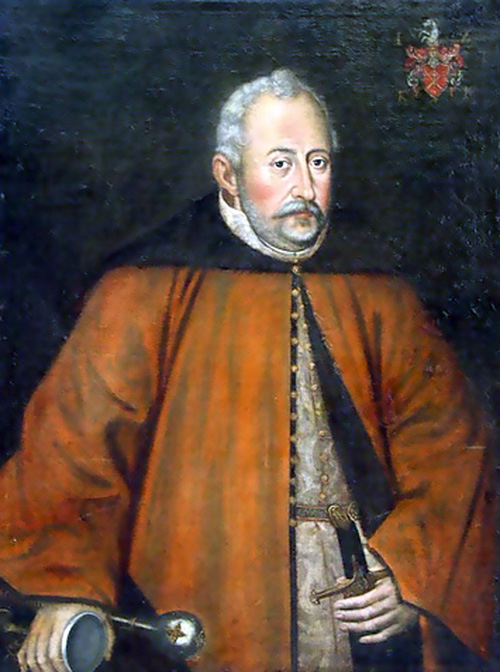
Patron szkoły

II Liceum Ogólnokształcące im. Hetmana Jana Zamoyskiego w Lublinie – liceum ogólnokształcące w Lublinie, istniejące od 1915.
Potocznie szkołę nazywa się „Zamoy”. Budynek szkoły od samego jej początku mieści się przy ulicy Ogrodowej 16 w lubelskim Śródmieściu. Według rankingu miesięcznika „Perspektywy” w 2009 szkoła znalazła się na 1. miejscu wśród szkół średnich w województwie lubelskim, zajmując jednocześnie 26. miejsce w Polsce.

## Historia szkoły
Ośmioklasowa szkoła – Szkoła Realna Zrzeszenia Nauczycieli im. Hetmana Jana Zamoyskiego w Lublinie – została założona 10 września 1915 r. przez Zrzeszenie Nauczycieli Szkół Średnich. Mieściła się ona w wynajętym budynku przy ulicy Ogrodowej 10. Początkowe zapisy odbywały się w mieszkaniu ks. Gostyńskiego przy ulicy Królewskiej 13. Ksiądz Kazimierza Gostyński, jako jeden z członków Zrzeszenia Nauczycieli został pierwszym dyrektorem nowo powstałej szkoły. 11 września 1915 roku naukę w szkole rozpoczęło 214 uczniów. W pierwszym roku działalności zorganizowano 7 klas. Po otwarciu VIII klasy w kolejnym roku szkolnym placówkę nazwano wyższą 8-klasową Szkołą Realną Zrzeszenia Nauczycieli im. Hetmana Jana Zamoyskiego w Lublinie.
W 1919 r. w wyniku wdrażania wytycznych “Programu naukowego szkoły średniej” Ministerstwa WRiOP zmieniona została struktura placówki. Szkołę podzielono na dwa szczeble: gimnazjum niższe i gimnazjum wyższe oraz wybrano typ matematyczno-przyrodniczy.
W grudniu 1920 r. Zrzeszenie Nauczycieli rozpoczęło starania o upaństwowienie szkoły, którą z dniem 1 sierpnia 1921 r. Ministerstwo Wyznań Religijnych i Oświecenia Publicznego przejęło na własność państwa (gmach wraz z wyposażeniem warty 30 mln marek polskich przejęto za symboliczną kwotę 1,5 mln marek polskich, zaproponowaną przez Zrzeszenie Nauczycieli na pokrycie zaciągniętych długów). Nazwa szkoły została zmieniona na: Gimnazjum Męskie im. Jana Zamoyskiego w Lublinie. W 1933 r. po reformie oświaty zlikwidowano najniższe klasy 8-letniego gimnazjum i otwarto szkołę 4-letnią: II Państwowe Gimnazjum i Liceum im. Hetmana Jana Zamoyskiego. Liceum miało dwa profile kształcenia: matematyczno-fizyczny i przyrodniczy. W roku szkolnym 1938/39 zakończono proces reorganizacji 8-letniego gimnazjum. Po raz pierwszy pojawiły się wszystkie klasy nowej szkoły średniej: 4-letniego gimnazjum i 2-letniego liceum. Szkoła miała numer 494 w rejestrze Ministerstwa WRiOP.
Po rozpoczęciu II wojny światowej decyzją władz okupacyjnych szkołę zamknięto a w budynku zorganizowano koszary. Jesienią 1939 r. nauczyciele szkoły rozpoczęli tajne nauczanie młodzieży, niespełna rok później powołany został Ośrodek Tajnego Nauczania II Państwowego Gimnazjum i Liceum im. Hetmana Jana Zamoyskiego. Na czele ośrodka stanął Alojzy Paciorek – nauczyciel chemii. Moralną pieczę nad działalnością ośrodka przejął Jan Odroń – kierownik Okręgowego Biura Oświaty i Kultury pełniącego role konspiracyjnego kuratorium.
Po wyzwoleniu Lublina, w sierpniu 1944 r. rozpoczęto przygotowania do nowego roku szkolnego w Gimnazjum i Liceum im. Hetmana Jana Zamoyskiego. Dyrektorem szkoły został wówczas Alojzy Paciorek (1944–1949). Pierwsze zebranie Rady Pedagogicznej w powojennej szkole miało miejsce 28 sierpnia, wzięło w nim udział 16 nauczycieli. Naukę w szkole do końca września rozpoczęło łącznie 402 uczniów.
W latach 1944–1948 szkoła przeszła wiele zmian związanych ze strukturą klas i układem materiału spowodowanych nową sytuacją społeczno-polityczna w kraju. Po reformie oświaty w 1948 r. nazwa szkoły brzmiała: II Państwowa Szkoła Ogólnokształcąca Stopnia Licealnego im. Jana Zamoyskiego w Lublinie. Z dniem 1 września 1952 roku szkoła została przekształcona w zakład świecki bez nauki religii, prowadzony przez Towarzystwo Przyjaciół Dzieci. W roku szkolnym 1952/1953 nazwę zmieniono na: VI Liceum Ogólnokształcące Towarzystwa Przyjaciół Dzieci w Lublinie. Po zmianach w planach i programach nauczania w szkołach w Polsce (od 1956 r.) została ustalona ostateczna nazwa szkoły: II Liceum Ogólnokształcące im. Jana Zamoyskiego w Lublinie. W 1992 r. Kurator Oświaty w Lublinie przywrócił pełną nazwę szkole: II Liceum Ogólnokształcące im. Hetmana Jana Zamoyskiego w Lublinie.

## Dyrektorzy szkoły
| Ks. Kazimierz Gostyński | 1915–1933 |
| Alojzy Paciorek         | 1944–1949 |
| Henryk Brydak           | 1949–1955 |
| Michał Ziółkowski       | 1955–1968 |
| Tadeusz Michalski       | 1968–1982 |
| Danuta Łyp              | 1985–1990 |
| Stanisław Mołocznik     | 1990–2004 |
| Ryszard Kowal           | 2004–2015 |
| Małgorzata Klimczak     | od 2015   |

## Imprezy cykliczne
- Konkurs Wiedzy o lubelskiej komunikacji miejskiej[4]
- Lubelskie spotkania teatralne „Zwierciadła”
- Majówka filarecka
- „Ogrody Sztuk. Festiwal Ulicy”
- Konkurs Technik Pamięciowych „Memoriada”
- Projekt „Przeszłość dla przyszłości”
- Kiermasze szkolnego wolontariatu
- Coffee Zamoy
- „Zamoy ma talent”
- Frankofonia

## Osoby związane ze szkołą
- Kazimierz Gostyński – współzałożyciel i pierwszy dyrektor szkoły